# Hanneke Groenteman
Hanna (Hanneke) Groenteman (Amsterdam, 20 juli 1939) is een Nederlands journaliste en televisiepresentator.

## Jeugd
Groenteman werd geboren in de Geleenstraat (Rivierenbuurt) te Amsterdam. Als peuter moest ze vanwege haar Joodse afkomst onderduiken in Rijnsburg. Zowel zij als haar ouders overleefden de oorlog. Na de Tweede Wereldoorlog volgde ze het gymnasium aan het Spinozalyceum. Daarna deed ze de secretaresseopleiding bij Schoevers en studeerde ze enige jaren Frans aan de Gemeenteuniversiteit. Tijdens haar studie was ze lid van de 
Studenten Sociëteit Olofspoort, de studentenbeweging Politeia en van de Socialistische Jeugd.

## Loopbaan
Vervolgens werkte Groenteman bij Het Parool, aanvankelijk op de type-afdeling en van 1962 tot 1973 als journalist. Ze werkte vier jaar bij een onderwijsvernieuwingsproject van Co van Calcar. In 1975 ging ze bij de VARA-radio werken. Op 30 april 1980 versloeg Groenteman samen met Stan van Houcke, in samenwerking met Radio Stad, voor Hilversum 2 de rellen rond de inhuldiging van prinses Beatrix tot koningin, onder de leus Geen woning, geen kroning. Hun beider verslaggeving die, gesteund door toenmalig VARA-radiodirecteur Piet van den Ende, met teksten als: "Het is fantastisch weer hier in Amsterdam. Weer om te kraken, weer om te demonstreren, ik vind het rottig weer om te kronen" duidelijk sympathiseerde met de krakersbeweging, zorgde voor hevige verontwaardiging en Kamervragen. Het kostte de VARA aanvankelijk veel leden maar al snel bleek het een verjongingsslag van het ledenbestand.

## Televisie
Later stapte Groenteman over naar de VPRO, waar ze zeven jaar het kunstprogramma De Plantage presenteerde. In 1998 presenteerde ze ook het programma Zomergasten. In het seizoen 2004-2005 was ze een van de presentatoren van B&W. Van 2007 tot 2015 presenteerde Groenteman het programma Sterren op het Doek voor Omroep MAX. In de laatste uitzending van dit programma was ze, zonder dat ze vooraf op de hoogte was gesteld, zelf de hoofdgast en werd de presentatie overgenomen door Matthijs van Nieuwkerk. Een paar dagen later zat Groenteman in het EO-programma De Kist. In 2014 deed Groenteman mee aan de kennisquiz De Slimste Mens. In 2018 was Groenteman een van de teamcaptains in Nederland op de Sofa van Human, naast Damiaan Denys. Ook was ze in 2020 als docente verbonden aan het vierde seizoen van het NTR-televisieprogramma Dream School.

## Boeken

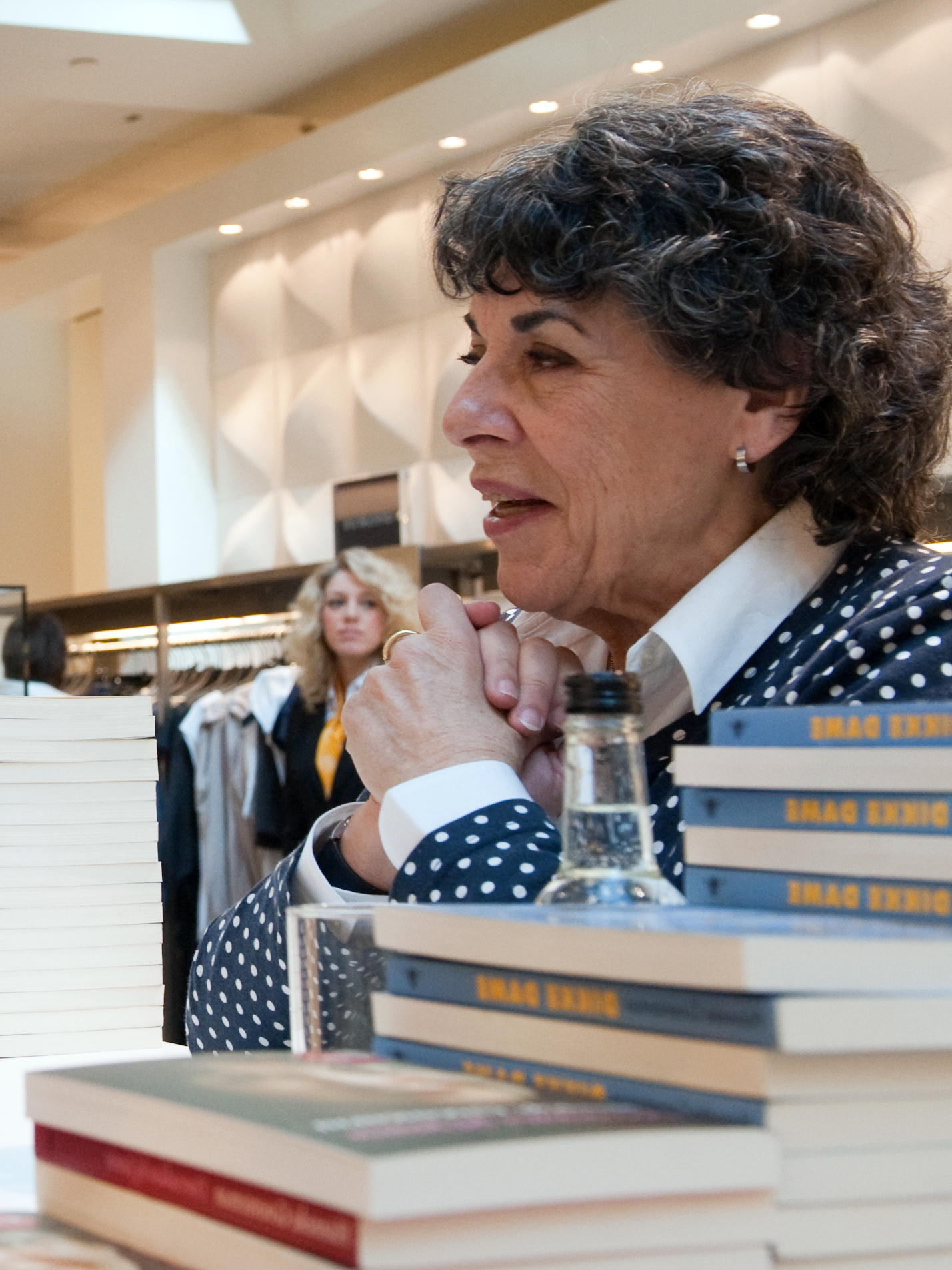
Groenteman op het Feest der Letteren in 2010 georganiseerd door de De Bijenkorf

In oktober 2003 verscheen haar debuut Doorzakken bij Jamin, een bundel van 23 verhalen over haar jeugd, haar gedweep met Audrey Hepburn, het feminisme, mannen, kinderen en haar doodgeboren dochtertje, en over overgewicht. Het boek was geïllustreerd door Peter van Straaten. De winkelketen Jamin was niet gecharmeerd van de titel en eiste dat die zou worden gewijzigd. In februari 2006 verscheen Groentemans tweede boek, Dikke dame, over een man die als dikke dame op de kermis werd vertoond.
In oktober 2009 verscheen haar boek Bestemming bereikt? over hoe ze zich voelde als dikke vrouw en daarom in de zomer van 2006 een maagverkleining onderging waarbij ze 45 kilo afviel.

## Privé
Groenteman heeft één zoon, Gijs Groenteman, die ook journalist en presentator is.

## Andere activiteiten
- In september 2008 stond Groenteman voor het eerst in haar leven op het toneelpodium in de voorstelling Sexappeal van toneelgroep Mugmetdegoudentand.
- Ze werkte mee aan De Vagina Monologen, heeft sinds mei 2004 een weblog en trad eind 2004 samen met fotograaf Morad Bouchakour op als gastconservator van Museum Maassluis. Groenteman is ook actief als dagvoorzitter en lid van Een Ander Joods Geluid.
- Groenteman was in 2015 tafeldame bij De Wereld Draait Door.